# Struga Szczecińska
Struga Szczecińska – zlikwidowany przystanek kolejowy, położony dawniej na osiedlu Struga w Szczecinie, w województwie zachodniopomorskim, w Polsce.